# Neunkirchen, Österrike

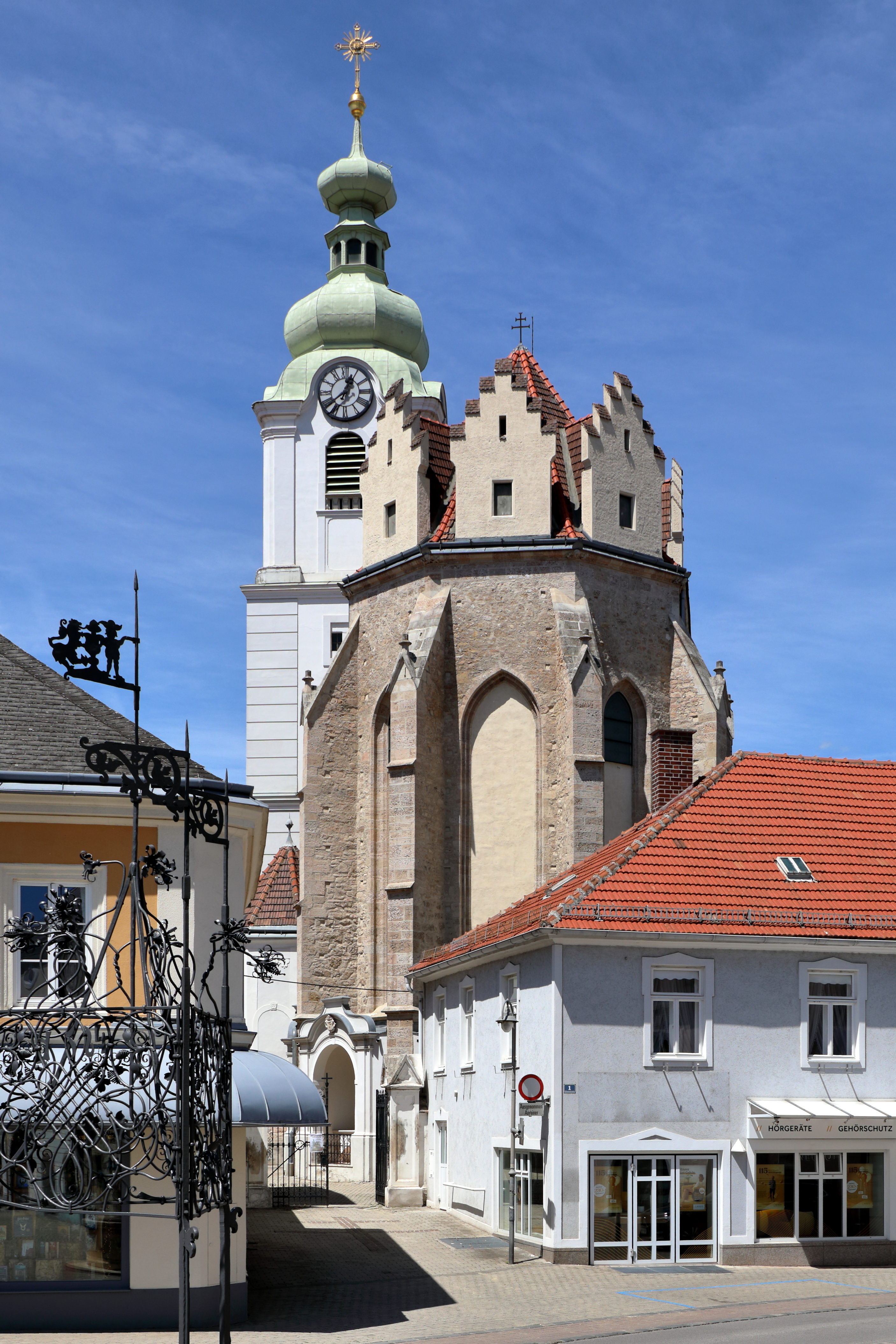
Mariä-Himmelfahrt-Kirche.

Neunkirchen är en stadskommun i Niederösterreich i östra Österrike, cirka 60 kilometer söder om huvudstaden Wien. Neunkirchen är huvudort för distriktet med samma namn.
Kommunen har 12 894 invånare (2024). Neunkirchen är bland annat är känt för den romersk-katolska Mariä-Himmelfahrt-Kirche. 
Kommunen består av tre orter (Ortschaften) (inom parentes invånarantal 1 januari 2024):
- Mollram (705)
- Neunkirchen (11 453)
- Peisching (736)